# Gojoseon
Gojoseon lub Kojosŏn (kor. 고조선) – pierwsze starożytne królestwo koreańskie, położone w zlewiskach rzek Liao i Taedong, którego półlegendarne początki sięgają III tysiąclecia p.n.e.
Pierwszym władcą kraju Chosŏn (kor. 조선, chiń. 朝鮮; pinyin Cháoxiān) w III tysiącleciu p.n.e. miał być Tangun-Wanggŏm, który zjednoczył pra-koreańskie plemiona i ustanowił stolicę w grodzie Wanggŏmsŏng (przypuszczalnie Pjongjang). Domniemany grobowiec Tanguna został odrestaurowany w 1994 nieopodal północnokoreańskiej stolicy Pjongjangu.
W Kojosŏn powstały podstawy administracji państwowej, ponadplemienny ośrodek władzy, zróżnicowanie społeczne, początki wymiany towarowej. Praktykowano szamanizm. Po nawiązaniu kontaktów z Chinami władcy Kojosŏn przyjęli chiński tytuł królewski wang.
W III wieku p.n.e. utraciło część terytorium na rzecz chińskiego państwa Yan. W 194 p.n.e. wraz z przejęciem władzy przez Wimana nastąpiła zmiana rządzącej dynastii. W 108 p.n.e. Kojosŏn upadło wskutek zbrojnego najazdu ze strony dynastii Han. Na części jego terytorium powstały cztery chińskie okręgi wojskowe, zaś na pozostałych obszarach zamieszkanych przez Koreańczyków uformowały się Trzy Królestwa Korei.
Z powodu niewielkiej ilości źródeł pisanych dla tego okresu, dokładny zasięg terytorialny starożytnej Korei jak i jej wewnętrzna struktura pozostają obiektem sporów wśród historyków koreańskich i chińskich.

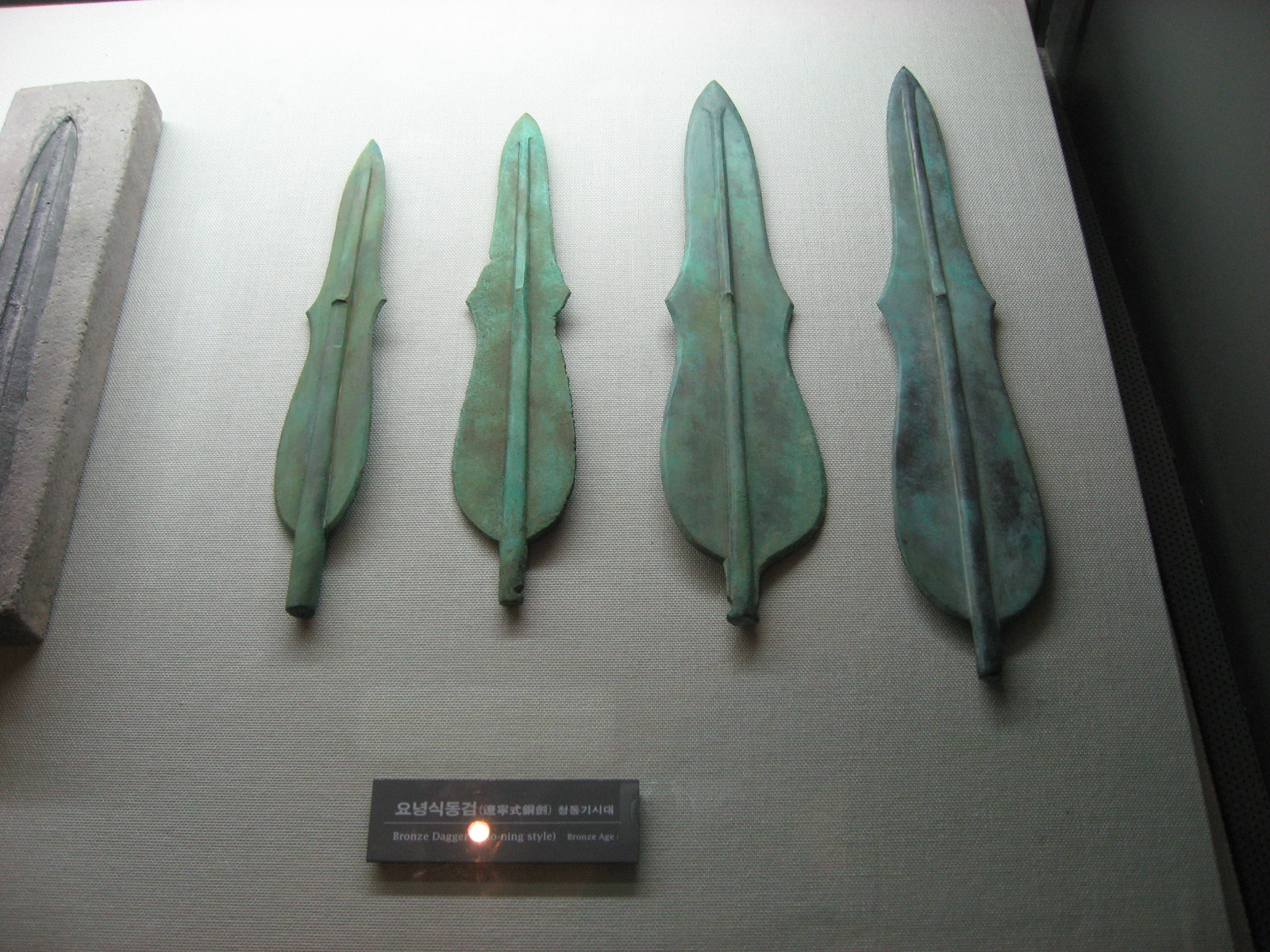
Brązowy kindżał o kształcie pipha (비파형동검) – artefakt archeologiczny charakterystyczny dla Kojosŏn
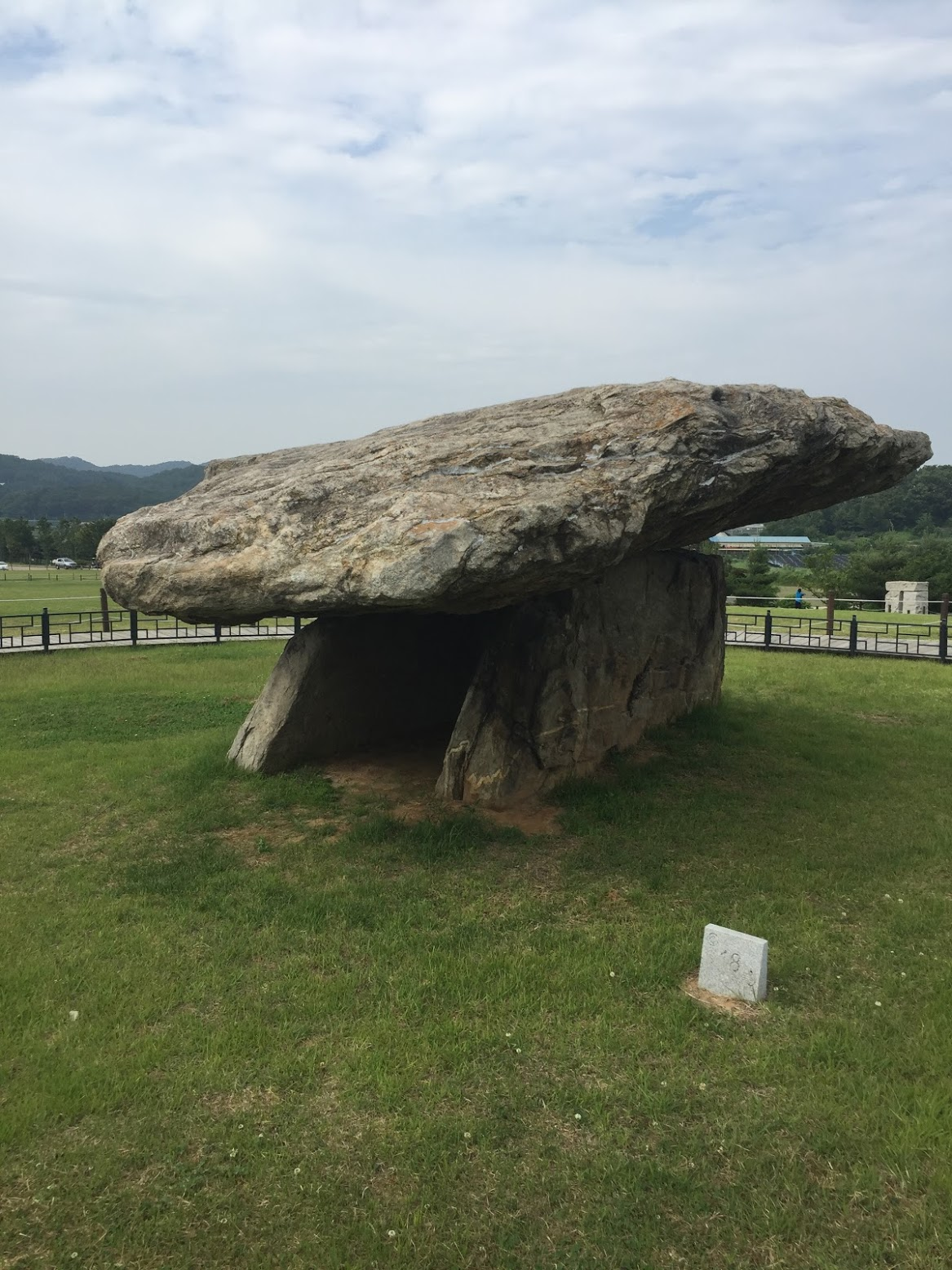
Dolmen w Bugeun-ri